# ورزش در عراق
ورزش در عراق، امروزه ورزش‌های متنوعی در عراق انجام می‌شود. فوتبال محبوب‌ترین ورزش و سرگرمی در عراق است. پس از سال‌ها جنگ و ناآرامی، فوتبال یک عامل متحد کننده قابل توجه است. بسکتبال، شنا، وزنه برداری، بدنسازی، تکواندو، بوکس، کیک بوکسینگ و تنیس نیز ورزش‌ها و سرگرمی‌های محبوبی در این کشور  هستند.

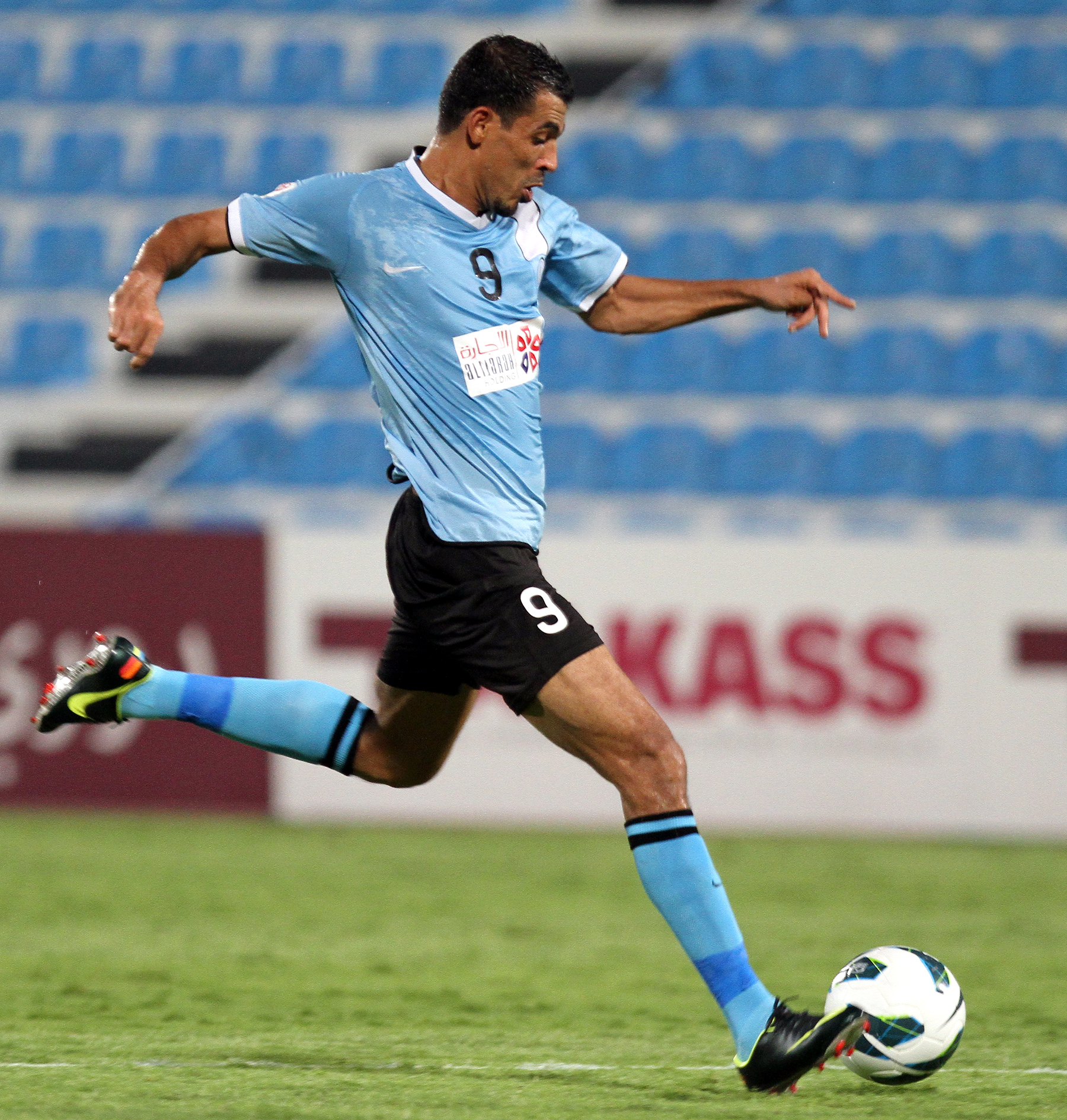
یونس محمود با ۱۴۸ بازی رسمی، بیشترین بازی ملی را برای عراق در بازی‌های بین‌المللی در اختیار دارد.

## زمینه
ورزش به تازگی در عراق رایج شده بود و این امر از زمان رژیم بعث بود که در سال ۱۹۶۸ قدرت را به دست گرفت. حکومت بعث بر ایجاد اقتدار خود از طریق وادار کردن جامعه به پذیرش ایدئولوژی خود متمرکز بود و ورزش منعکس کننده این جهت گیری رادیکال نبود.  در اواخر دهه ۱۹۷۰، ورزش شروع به جلب توجه کرد. با توجه به افزایش ثروت ناشی از افزایش قیمت نفت، اماکن ورزشی در نقاط مختلف این کشور ساخته شد. به ویژه، فوتبال پس از راه اندازی لیگ داخلی و میزبانی مسابقات بین المللی که باعث مشارکت باشگاه‌های بین المللی فوتبال شد، رونق گرفت. محبوبیت این ورزش حتی در زمان جنگ ایران و عراق در دهه ۱۹۸۰ که جوانان عراقی مجبور بودند به نیروهای مسلح خدمت کنند، شور و شوق عراقی‌ها را کاهش نداد.  رشته ورزش در زمان رژیم صدام حسین، زمانی که بسیاری از ورزشکاران به‌دلیل گزارش‌های مربوط به آزار و شکنجه، به ویژه توسط پسرش عدی حسین، از کشور گریختند، آسیب دید.

## ورزش‌ها

### فوتبال
فوتبال محبوب ترین ورزش در عراق است. امروزه، یافتن بسیاری از شهرهای عراقی که تیم‌های فوتبال خود را دارند، غیرمعمول نیست.  تیم ملی فوتبال عراق با شکست عربستان در فینال جام ملت‌های آسیا در جاکارتا، قهرمان جام ملت‌های آسیا ۲۰۰۷ شد. در سال ۲۰۰۶، عراق پس از شکست دادن کره جنوبی ، به فینال فوتبال بازی‌های آسیایی ۲۰۰۶ در دوحه رسید و در پایان به عنوان نایب قهرمانی دست یافت. مسابقات فوتبال در بازی‌های المپیک ۲۰۰۴ در آتن، شاهد آن بود که عراق در جایگاه چهارم قرار گرفت و تیم ملی فوتبال ایتالیا با یک گل مقام سومی را به دست آورد.
اتحادیه فوتبال عراق بدنه حاکم بر فوتبال در عراق است که هدایت تیم ملی فوتبال عراق و لیگ برتر عراق را در اختیار دارد. در سال ۱۹۴۸ این اتحادیه گشایش یافت و از سال ۱۹۵۰ به فیفا و از سال ۱۹۷۱ به کنفدراسیون فوتبال آسیا عضویت یافتند.
برخی از باشگاه‌های برتر عراق عبارتند از: الشرطه، نیروی هوایی، الزورا، اربیل اس سی، دهوک اس سی، الطلبه و نجف.

### بسکتبال
بسکتبال یک ورزش محبوب پس از فوتبال در عراق است.

### کیک بوکسینگ
عراق یک بوکسور در کیک بوکسینگ قهرمانی جهان  به نام ریاض العزاوی دارد.

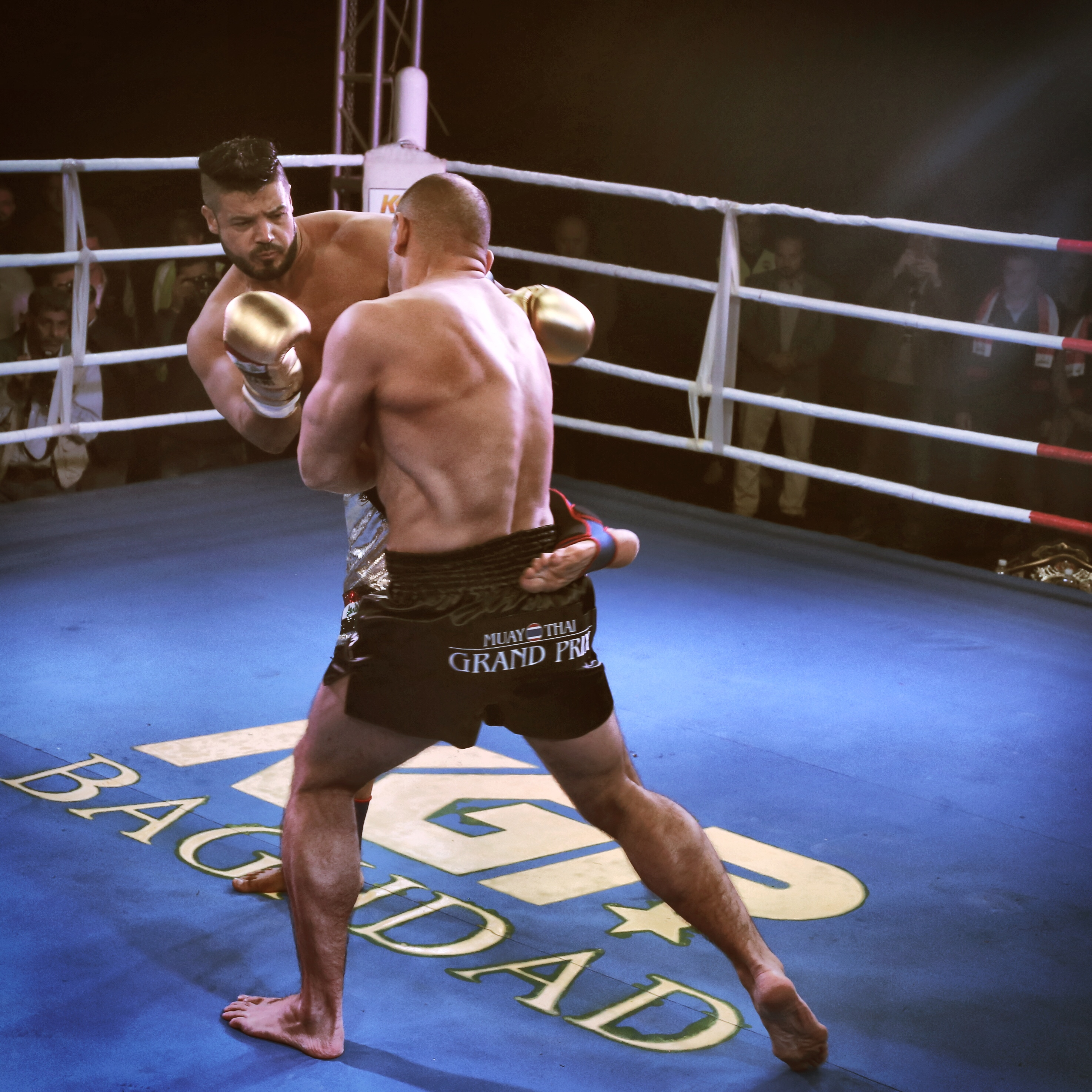
ریاض العزاوی در حال مبارزه برای هفتمین عنوان قهرمانی سنگین وزن جهان در کیک بوکسینگ در زادگاهش بغداد عراق است.

## کشتی
عدنان الکیسی کشتی گیر حرفه ای عراقی که به ژنرال عدنان معروف است، مشهورترین کشتی گیر اهل این کشور است.